# أوديون (مترو باريس)
أوديون (بالفرنسية: Odéon)‏ هي محطة مترو تابعة لمترو باريس تقع في فرنسا في الدائرة السادسة في باريس.[بحاجة لمصدر]